# (22575) Jayallen
(22575) Jayallen (1998 HC46) – planetoida z pasa głównego asteroid okrążająca Słońce w ciągu 3,67 lat w średniej odległości 2,38 j.a. Odkryta 20 kwietnia 1998 roku.